# Dimethoxybenzole
| Gefahrensymbol |

| keine GHS-Piktogramme |

| keine GHS-Piktogramme |

Die Dimethoxybenzole bilden in der Chemie eine Stoffgruppe, bestehend aus einem Benzolring mit zwei angefügten Methoxygruppen (–OCH3) als Substituenten. Durch deren unterschiedliche Anordnung ergeben sich drei Konstitutionsisomere mit der Summenformel C8H10O2. Man kann sie als Dimethylether der Dihydroxybenzole (Brenzcatechin, Resorcin und Hydrochinon) auffassen. Das 1,2-Dimethoxybenzol ist unter seinem Trivialnamen Veratrol bekannt.

## Vorkommen
1,2-Dimethoxybenzol kommt natürlich in Gemeinem Flieder (Syringa vulgaris), Tee (Camellia sinensis ), Gartenhyazinthen (Hyacinthus orientalis) und Mais (Zea mays), 1,4-Dimethoxybenzol kommt natürlich in Gartenhyazinthen (Hyacinthus orientalis) und Pfefferminze (Mentha x piperita) vor.

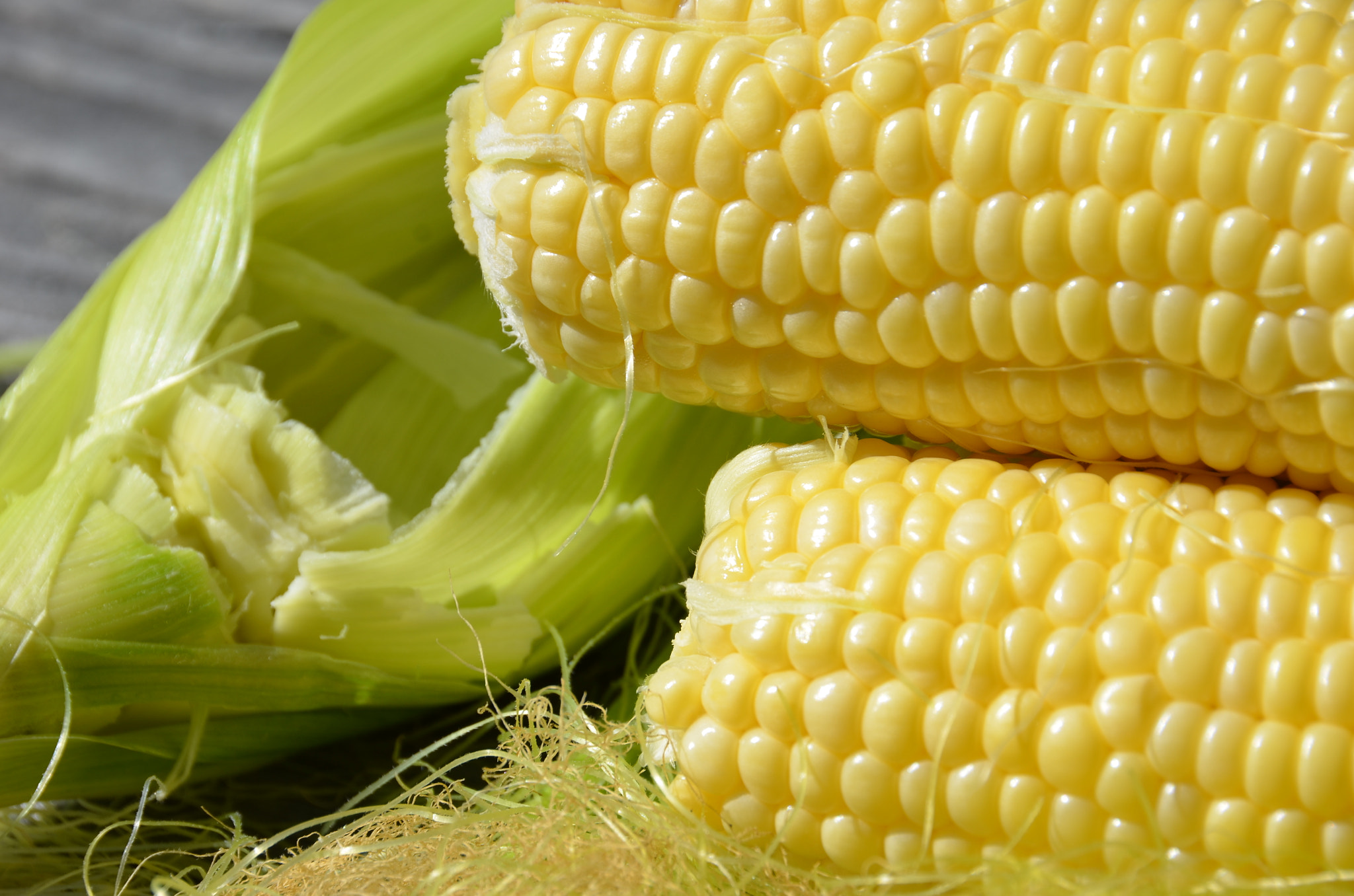
Mais
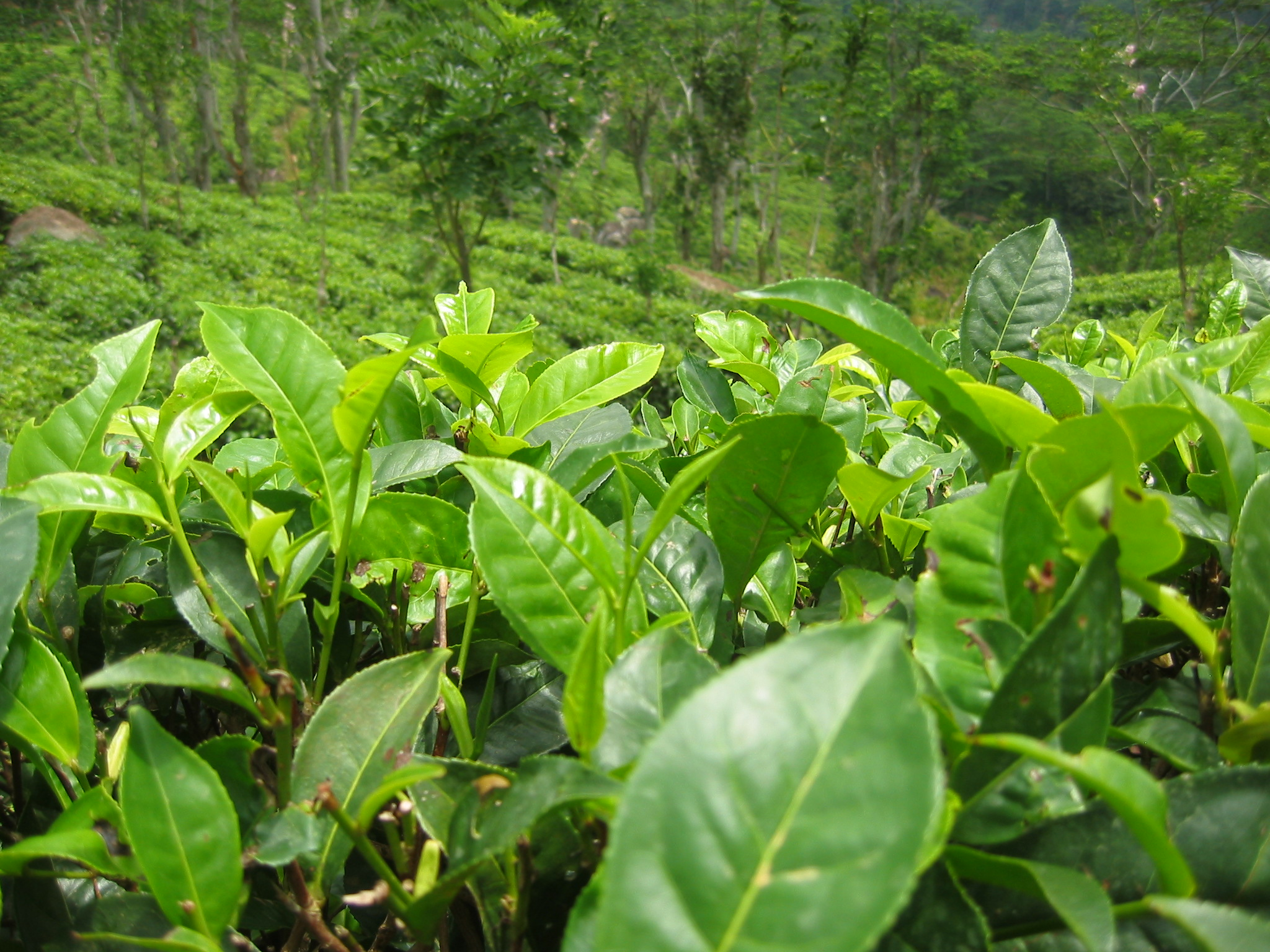
Teepflanze
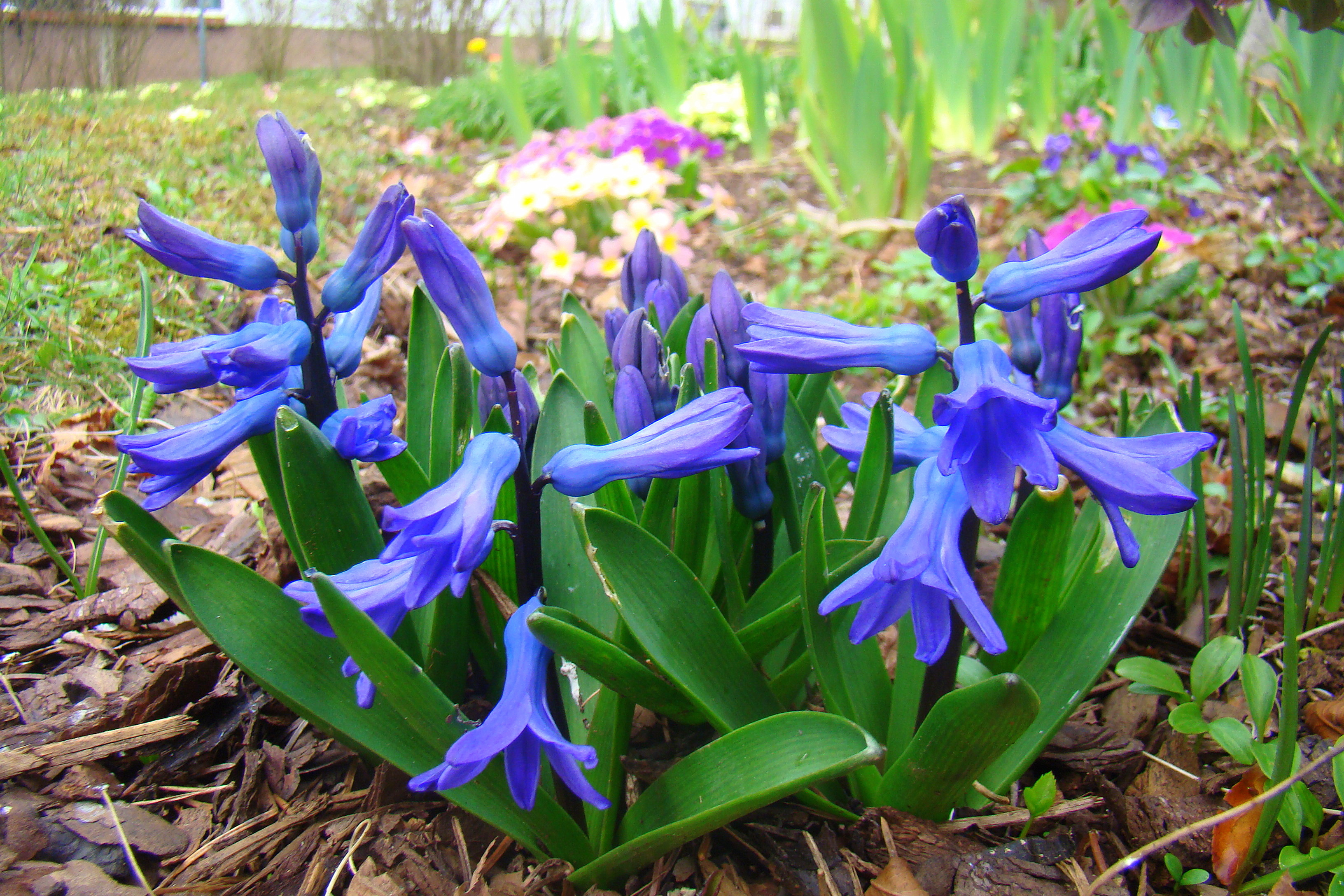
Gartenhyazinthe
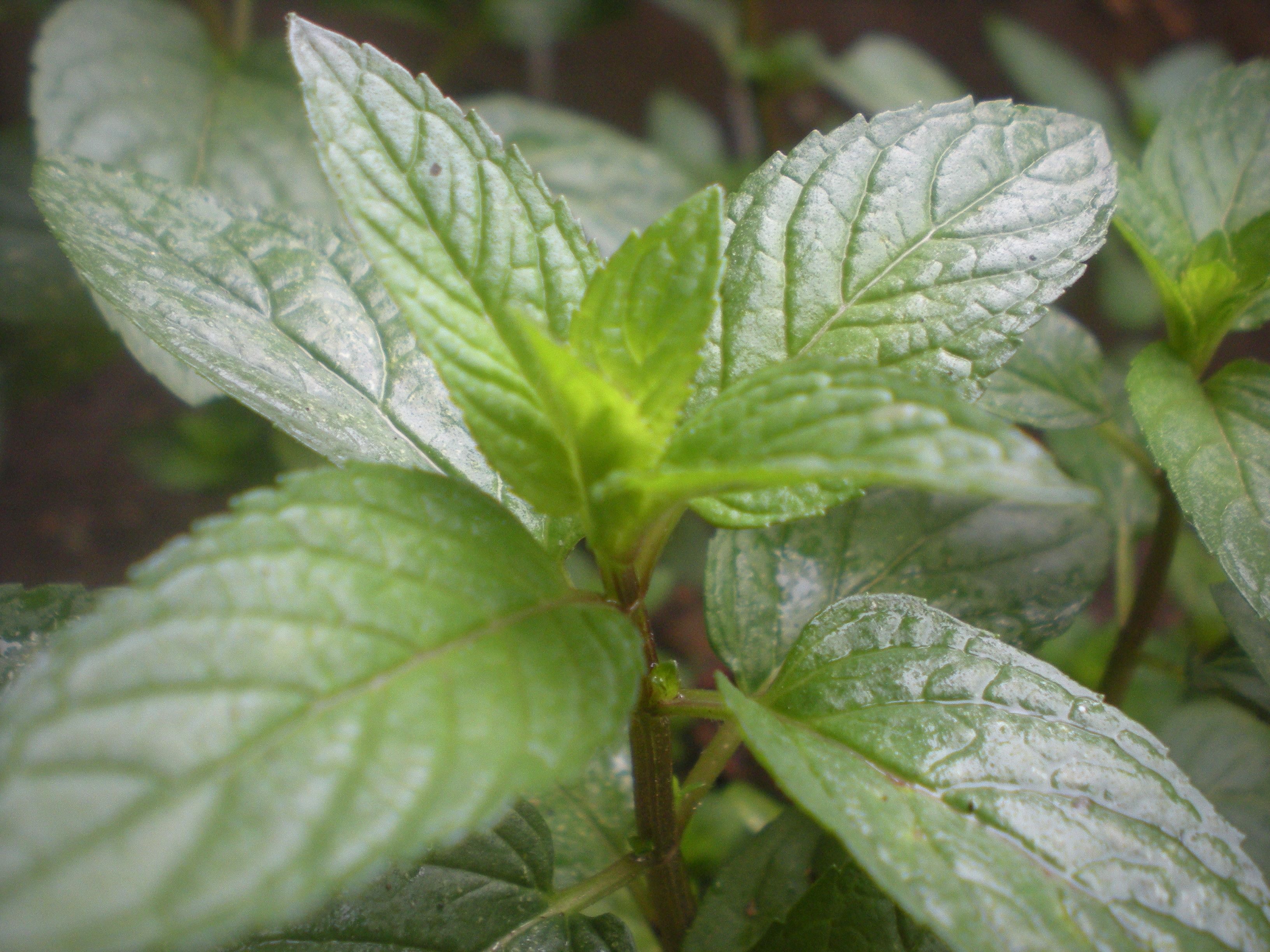
Pfefferminze

## Eigenschaften und Verwendung
1,4-Dimethoxybenzol hat aufgrund der größten Molekülsymmetrie den höchsten Schmelzpunkt. In der EU sind die drei isomeren Dimethoxybenzole als Aromastoffe unter verschiedenen FL-Nummer zugelassen.

## Darstellung
Die Dimethoxybenzole können aus den Dihydroxybenzolen (Brenzcatechin, Resorcin und Hydrochinon) durch Veretherung mit Dimethylsulfat dargestellt werden.